# Belmont-de-la-Loire
Belmont-de-la-Loire é uma comuna francesa na região administrativa de Auvérnia-Ródano-Alpes, no departamento de Loire. Estende-se por uma área de 23,71 km². Em 2010 a comuna tinha 1 511 habitantes (densidade: 63,7 hab./km²).